# 主马达·阿色尼月
主马达·阿色尼月（阿拉伯语：‎，羅馬化：Jumādā ath-Thānī，直译：第二個夏月），是伊斯兰历第六個月，該月的名字意為「第二個乾月」或「第二個夏月」，其中「主馬達」意為乾燥。也称主马达·阿黑赖月（阿拉伯语：‎，羅馬化：Jumādā al-ʾĀkhirah，直译：最后一个夏月）

## 伊斯蘭事件
36年本月發生伊斯蘭教史上第一次內戰，又稱駱駝之戰。戰役因穆罕默德的遺孀阿伊莎舉兵反叛第四任哈里發阿里時，騎乘駝轎督戰，且戰爭在駱駝倒地後結束而得名。